# African-American Film Critics Association Awards 2011
Na 9. ročníku udílení  African-American Film Critics Association Awards se předaly ceny v těchto kategoriích.  

## Vítězové

### Žebříček nejlepších deseti filmů
1. Strom života
2. Drive
3. Pariah
4. Rampart
5. Stud
6. Moneyball
7. Děti moje
8. Za lepší život
9. Můj týden s Marilyn
10. Černobílý svět

### Vítězové
- Nejlepší herec: Woody Harrelson – Rampart
- Nejlepší herečka: Viola Davis – Černobílý svět
- Nejlepší režisér: Steve McQueen – Stud
- Nejlepší film: Strom života
- Nejlepší scénář: Ava DuVernay – Budu tě následovat
- Nejlepší herec ve vedlejší roli: Albert Brooks – Drive
- Nejlepší herečka ve vedlejší roli: Octavia Spencerová – Černobílý svět
- Objev roku: Adepero Oduye – Pariah
- Speciální ocenění: George Lucas, Richard Roundtree, Hattie Winston a instituce Sony Pictures Entertainment